# Saint-Félix (Charente)
Saint-Félix is een gemeente in het Franse departement Charente (regio Nouvelle-Aquitaine) en telt 115 inwoners (2009). De plaats maakt deel uit van het arrondissement Cognac.

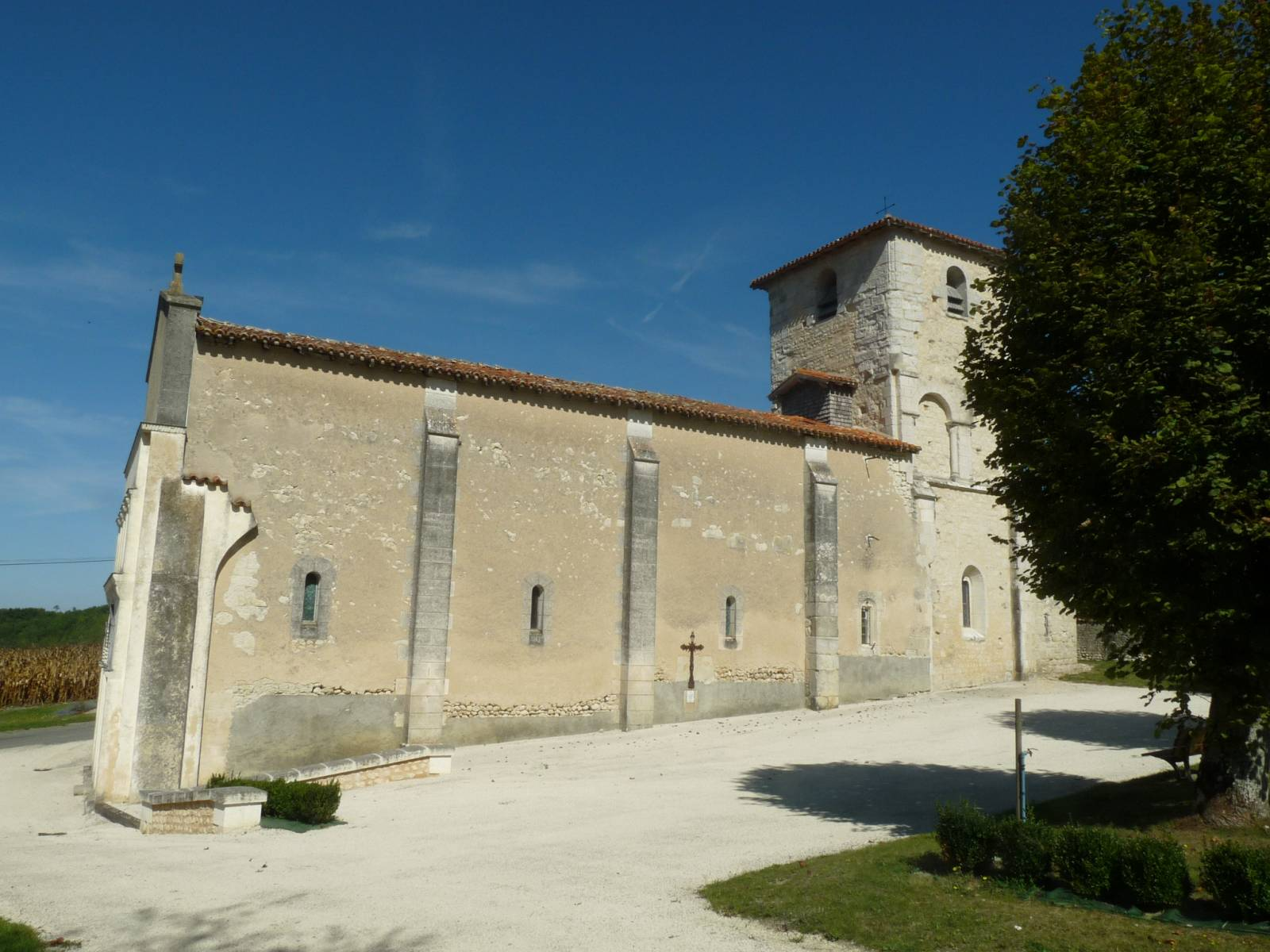
Kerk van Saint-Félix
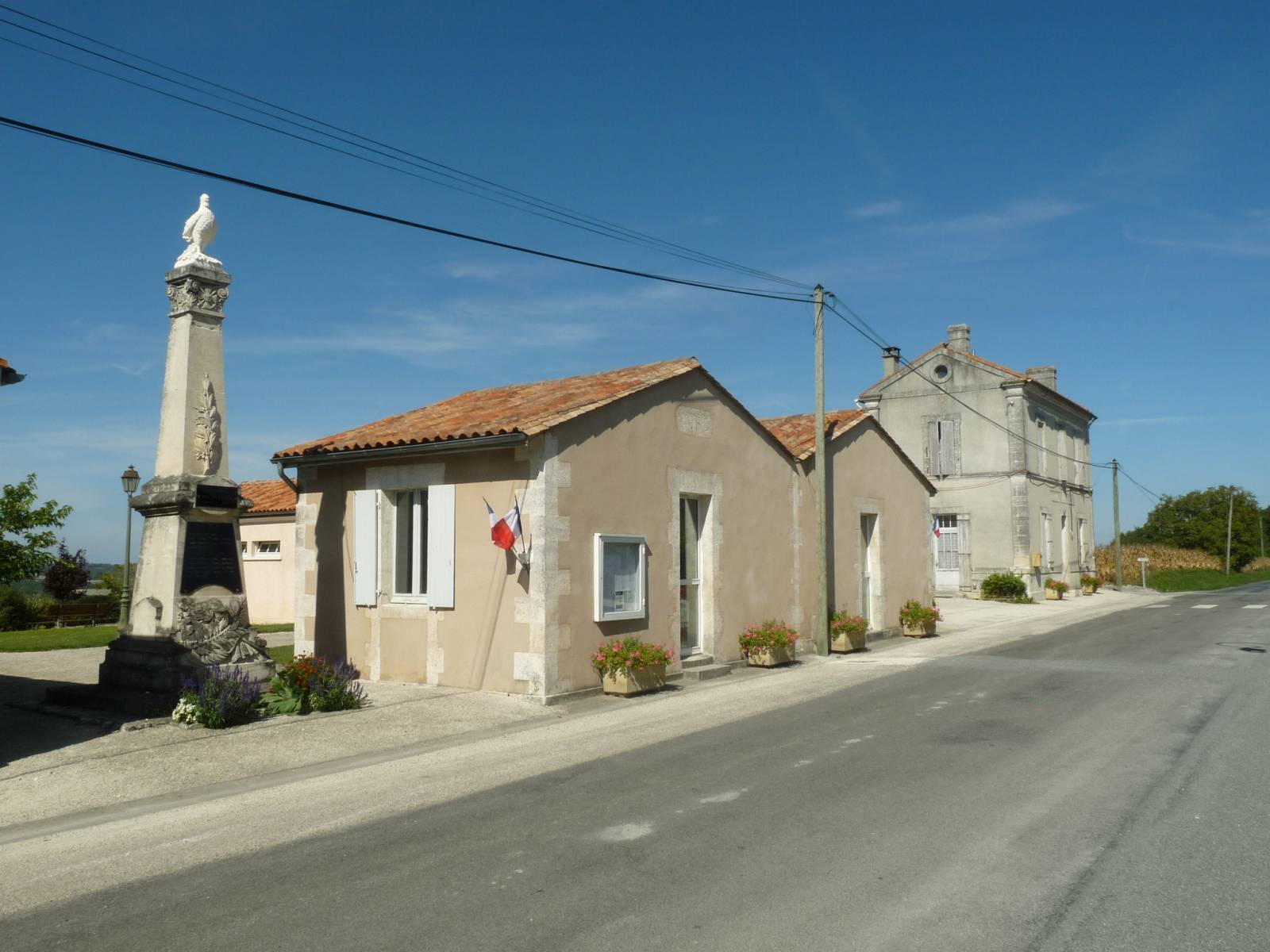
Gemeentehuis
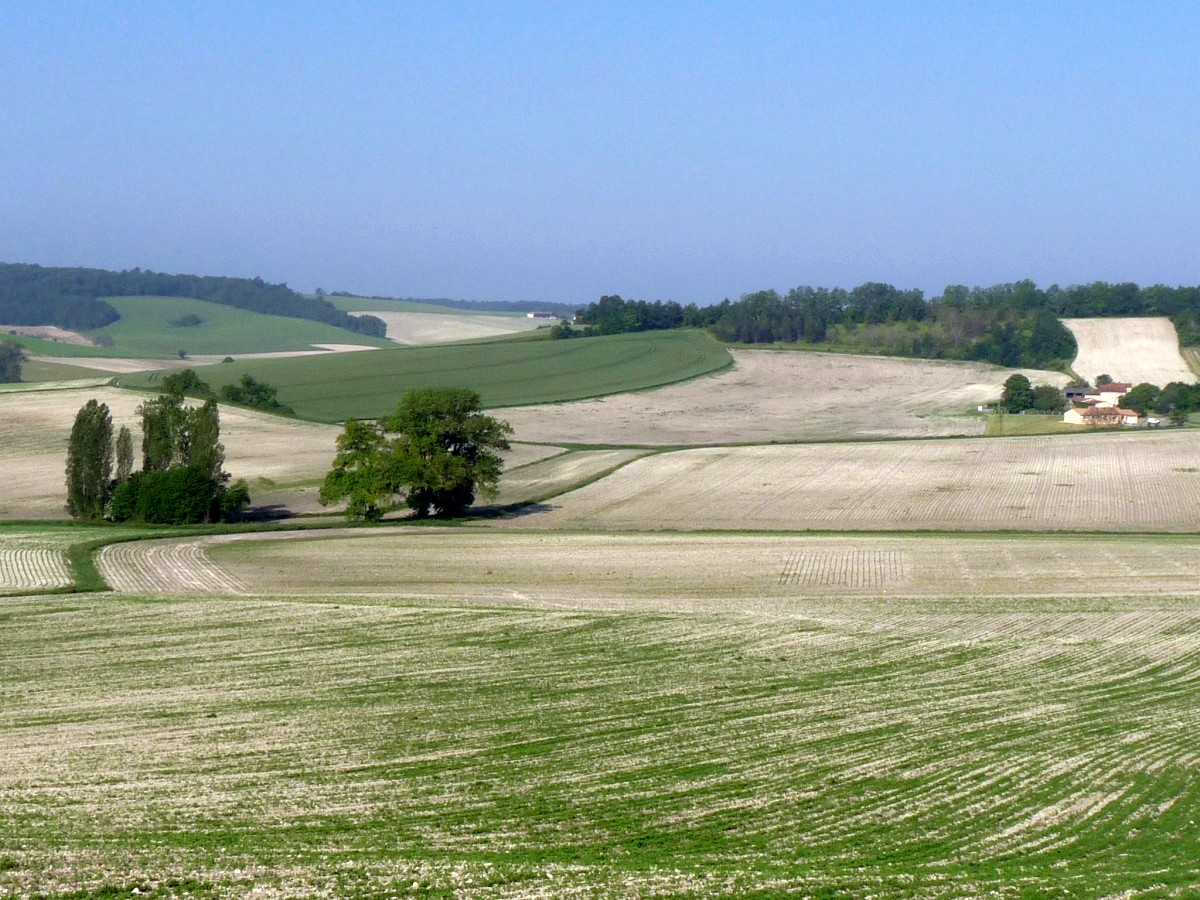
Omgeving

## Geografie
De oppervlakte van Saint-Félix bedraagt 7,9 km², de bevolkingsdichtheid is dus 14,6 inwoners per km².
De onderstaande kaart toont de ligging van Saint-Félix (Charente) met de belangrijkste infrastructuur en aangrenzende gemeenten.

## Demografie
Onderstaande figuur toont het verloop van het inwonertal (bron: INSEE-tellingen).

1. ↑  Populations de référence 2022.